# Paul Gabriël
Paul Gabriël, né le 5 juillet 1828 à Utrecht et mort le 23 août 1903  à Amsterdam, est un peintre, dessinateur et graveur néerlandais de l'École de La Haye.

## Biographie
Quand son père décède, il a cinq ans : il aidera sa famille financièrement en peignant des portraits. Il suit des cours à Amsterdam et travaille avec différent professeurs, dont le peintre de paysage Barend Cornelis Koekkoek. Il passe trois ans à Oosterbeek, un village prisé par les artistes de l'époque. Comme ses amis Anton Mauve et Gerard Bilders, il privilégie la peinture de paysage.

## Œuvre
Comme d'autres peintres néerlandais de son époque, il a pour thèmes favoris des paysages de lacs et de moulins, mais il se démarque de l'école de la Haye par l'emploi de couleurs claires et vives.
- Un moulin à vent sur une voie navigable de polder, connu sous le nom de Au mois de juillet, vers 1889, huile sur toile, 102 × 66 cm[2]

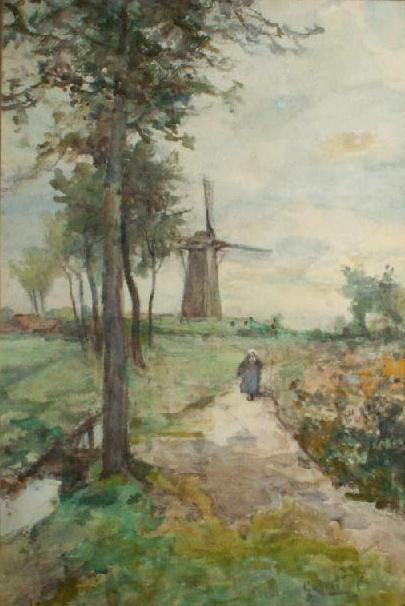
Paysage de polders
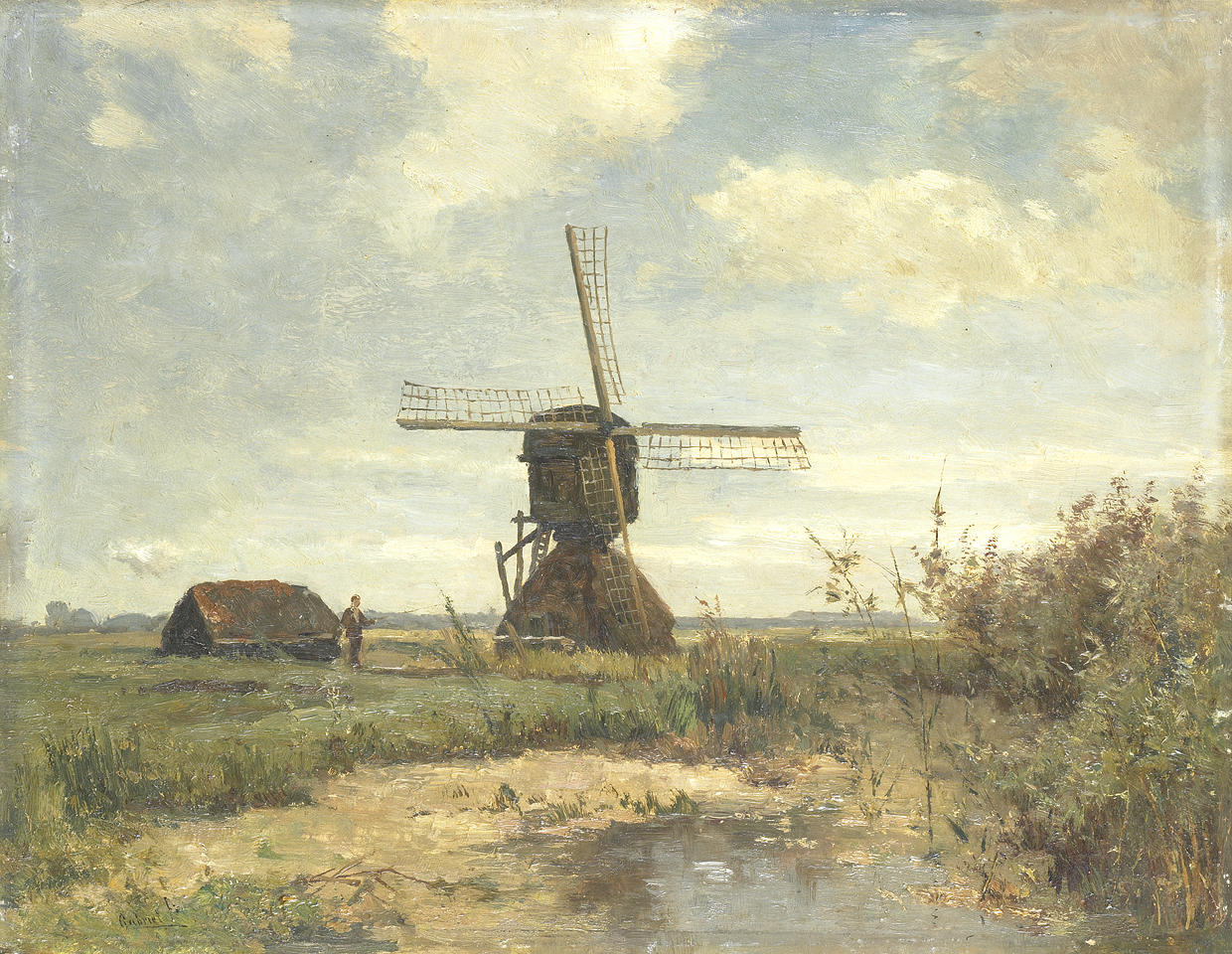
Journée ensoleillée
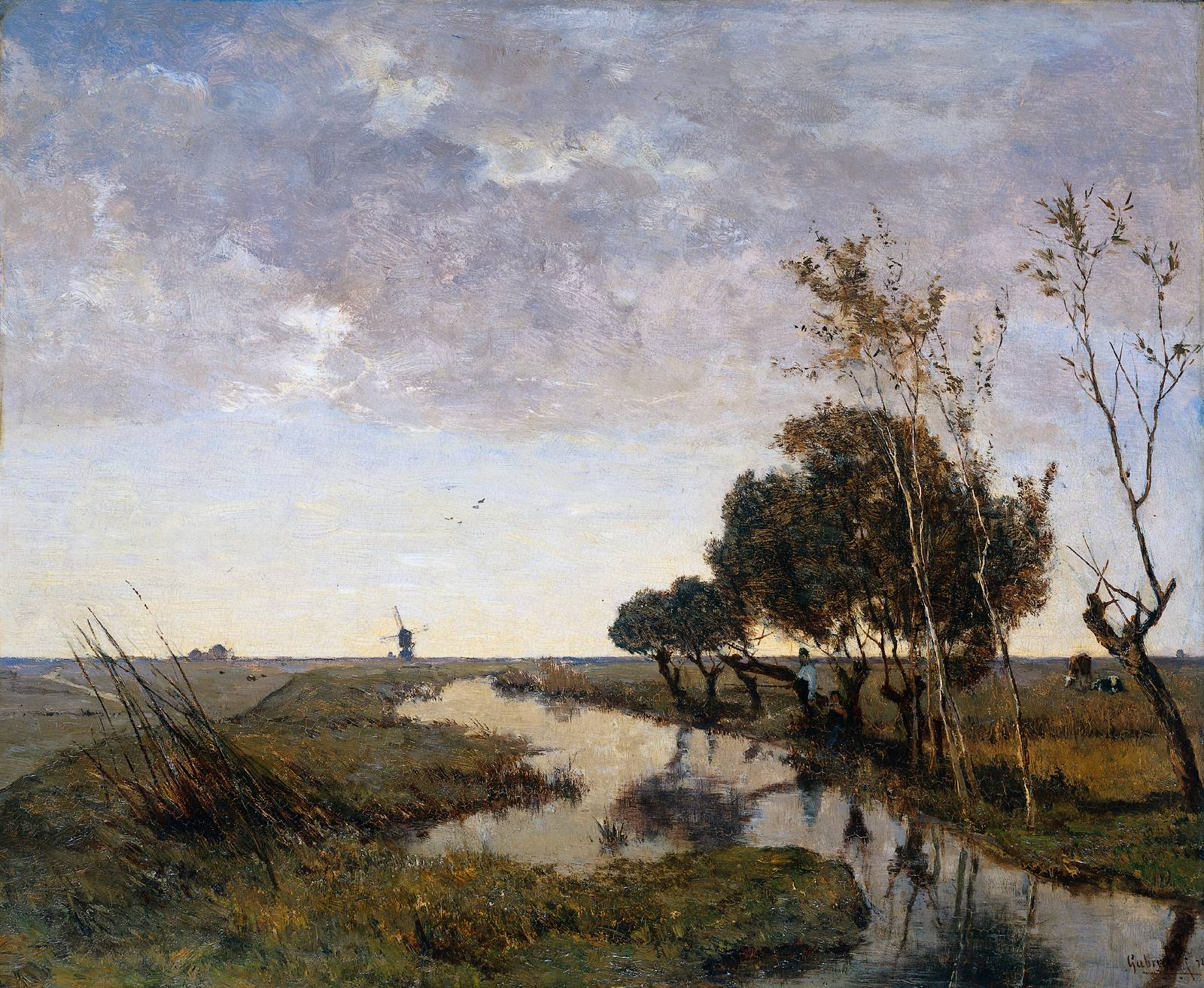
Watringue à Abcoude, 1878.
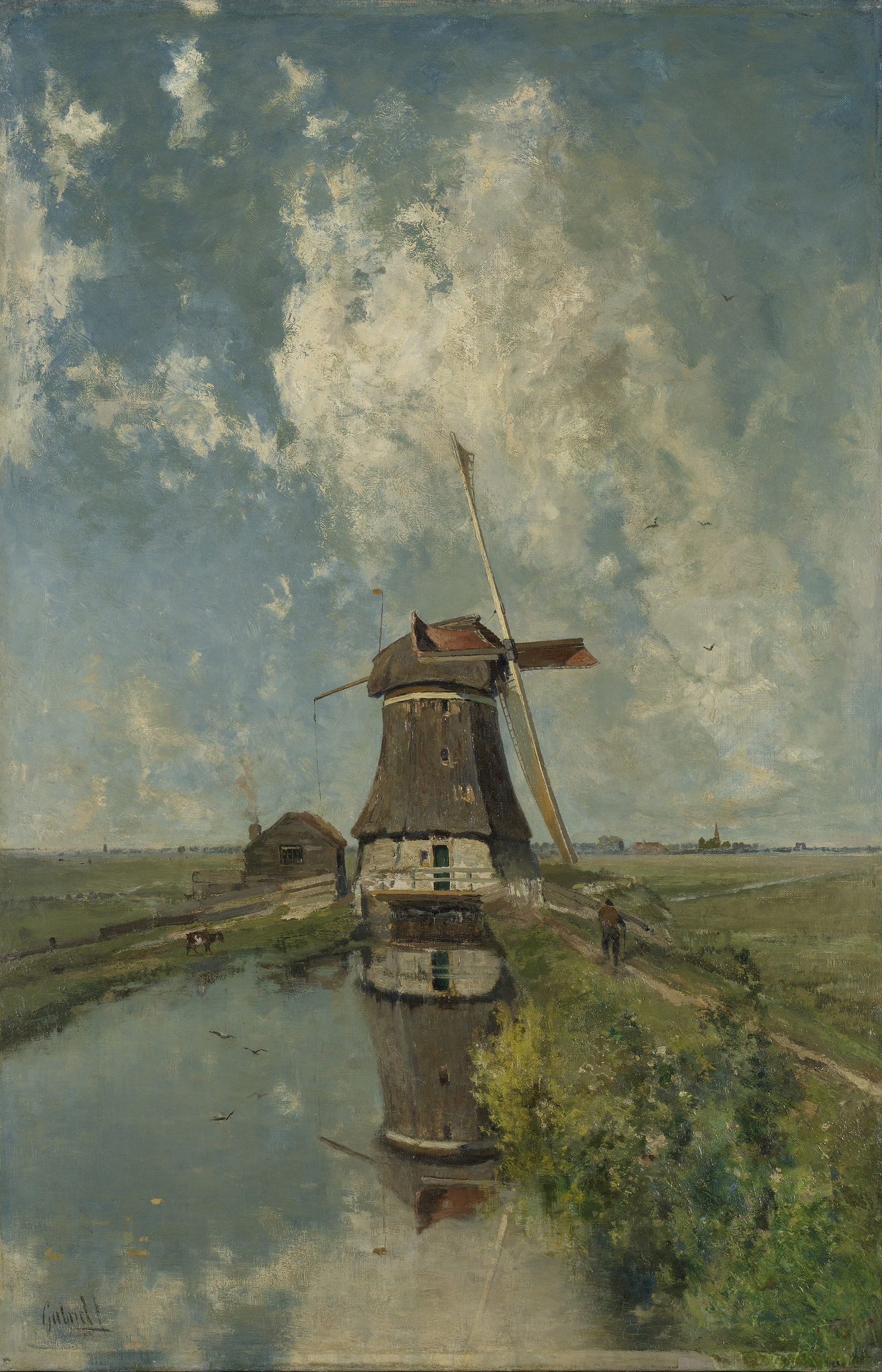
Au mois de juillet, 1889.